# IV. Szixtusz pápa
IV. Szixtusz (Sixtus), (Celle Ligure, 1414. július 21. – Róma, 1484. augusztus 12.) a 212. pápa 1471-től haláláig, aki gyakorlatilag olasz fejedelemséggé tette a pápaságot, amely szinte folyamatos vitákba és háborúkba keveredett a többi itáliai állammal.
Fellépése merőben új korszakot jelentett a pápaság és a római katolikus egyház történetében. Szixtus a Della Rovere-család első tagjaként foglalta el a pápai trónt, azonban tizenhárom éves pontifikátusa alatt olyan mértékű hatalmat és gazdagságot gyűjtött családja számára, amely hosszú éveken át meghatározta a pápai állam és Itália politikáját.
A politikára koncentrált és nepotizmusa féktelenül virágzott. Haszonélvezői saját családjának tagjai voltak, akiket nagymértékben gazdagított. Hat unokatestvérét is bíborossá tette, akik közül az egyik II. Gyula néven lett pápa. A családja zűrzavaros vitákba is keverte, amelyek közül talán a leghíresebb a Lorenzo de’ Medici elleni összeesküvés volt. Beavatkozott a nagy római családok viszályaiba és meglehetősen botrányosan elkötelezte magát Velencének a ferrarai hercegség elleni agressziója mellett.
Egyházi ügyekben formálisan megsemmisítette (1478) a konstanzi zsinat rendeleteit, és számos kiváltságot biztosított a koldulórendeknek, különösen saját ferenceseinek. Ő volt az első olyan pápa (egyházfő), aki felismerte, hogy valójában a keresztény világ hitbéli kérdéseiben már nem ő az egyetlen, aki diktálni képes, sőt a rendi monarchiákban az uralkodó szava döntött.
Rómát is újjá varázsolta a reneszánsz jegyében. Többek között ő építtette a nevét viselő Sixtus-kápolnát. Uralkodása tehát egyfelől a pápai udvar elüzletiesedésének korszaka, másfelől a lenyűgöző pompa és művészetpártolás kezdete.

## Élete a pápai trón előtt
1414-ben látta meg a napvilágot Francesco néven a liguriai elszegényedett Della Rovere-családban. A krónikák pontos születési helyét illetően két városkát is említenek Savona mellett. Az egyik Albisola, a másik, amelyet gyakrabban említenek források Celle Ligure. Ezek alapján az bizonyos, hogy Francesco a Genovai Köztársaságban született meg.
Már kisfiú korában a családapa úgy döntött, hogy Francescót a közeli ferencesek közé adják be. Az ifjú gyermek kivételes tehetségnek bizonyult, és hamar a kolostor legképzettebb szerzetese lett. A ferences testvérek fejlődését látva támogatták további tanulmányait. Így Francesco Padovában teológiát és filozófiát tanult, majd Bolognában, Paviában, Sienában és Firenzében szélesítette tudáskörét. Tulajdonképpen a humanizmus által átitatott egyetemeken tanult, ami nagy hatással volt rá. Tanulmányainak befejeztével a ferences rend prokurátora lett Rómában, majd Liguria tartományi rendfőnöke. 1464-ben a rend vezetőjévé, generálisává választották meg Perugiában.
Nagy tudású szerzetesként és kiváló prédikátorként szerte Itáliában nagyra becsülték és
II. Pál pápa 1467-ben a San Pietro in Vincoli-templom bíborosává szentelte fel.
A kiváló teológus és képzett klerikus hírében álló Francesco kardinális bíborszínű kalapjában is a teológiának hódolt. Több értekezést is írt teológiai művekhez, amelyek között a szeplőtelen fogantatásról is szerepeltek feljegyzések.
Amikor II. Pál 1471-ben meghalt, az összegyűlt konklávé őt választotta meg a katolikus egyház fejévé. Francesco elfogadta a megtisztelő címet, és felvette a IV. Szixtusz uralkodói nevet.

## Pontifikátusa

### Nepotizmushoz vezető kezdetek
Szixtusz komolyan vette az egyház feletti hatalmat, és uralkodásának kezdetén valóban úgy tűnt, hogy a már bevált recept szerint ő is igyekszik majd a törökök ellen keresztes hadjáratot szervezni, és elkezd egyezkedni a bíborosi kollégiummal a pápai jogkörökön. Első intézkedése ugyanis az volt, hogy meghirdesse a törökök elleni hadjáratát, amelynek célpontja Szmirna városa volt. A csekély haddal nekilóduló keresztény sereg mindössze annyit tudott elérni, hogy a pápa színe elé vetett huszonöt szerencsétlen török rabot, akiket aztán nagy felhajtással végighurcoltak Róma utcáin. Pedig az egyházfő igyekezett megnyerni magának a görög egyházat is az ügynek, de nem sok eredményt sikerült elérnie. Követei komoly ajánlatokkal próbálták a nyugati katolikus hitre csábítani Oroszországot is. Ezzel Szixtusz egy új szövetségest akart magának a török ellen. A törökellenes megmozdulások céljából megemelte a pápai adókat, és óriási összegeket halmozott fel a hadjárat sikerének érdekében. Amikor mindennek kudarcát látta, levonta első fontos következtetését, miszerint a törökök ellen indítandó hadjárat lehetetlen vállalkozás. 

A kudarc után a pápa XI. Lajos Franciaországa felé fordult. Az egyház az uralkodóval már 1438 óta egyezkedett a Bourges-ban kiadott Pragmatica sanctio miatt, amely a francia egyháznak önálló jogokat adott. Az így létrejött gallikán egyház a konstanzi zsinat alapjain nyugodva egyes területeken függetlenítette magát a pápai hatalom alól. Szixtusz tárgyalni akart Lajossal a pragmatica eltörléséről, de a két hatalmasság nem tudott megegyezni a királyi rendelet egy pontjában. Lajos ragaszkodott ahhoz, hogy a pápai bullákat csak uralkodói engedéllyel hirdessék ki Franciaországban. Ezt az egyházfő nem fogadhatta el.

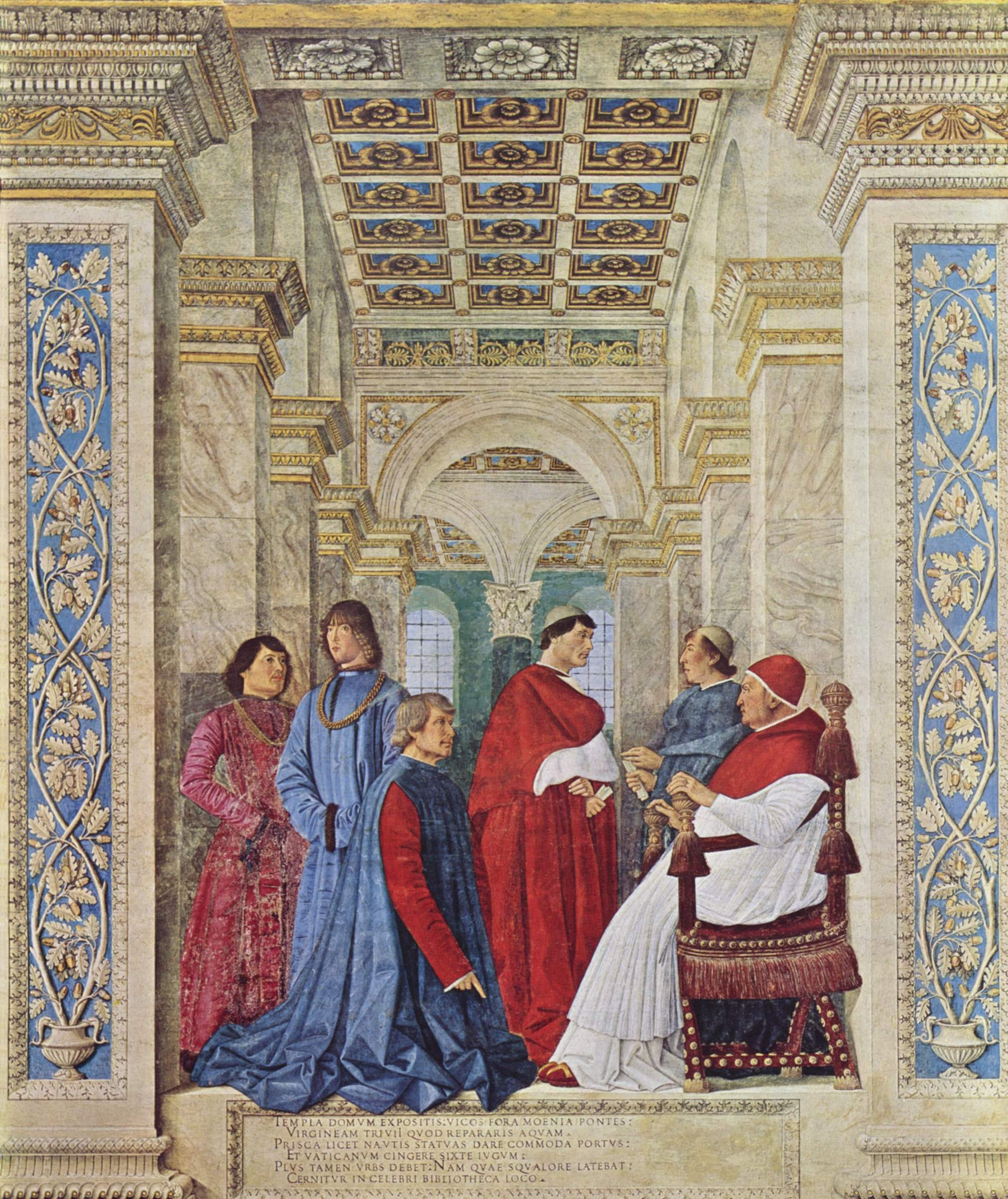
IV. Sixtus a Vatikáni Apostoli Könyvtár vezetőjévé nevezi ki Bartholomaeus Platinát Melozzo da Forlì freskóján

Szixtusz dupla kudarca után úgy döntött, hogy figyelmét teljes egészében a pápai államra és Itália politikai viszonyaira irányítja. Erős háttérállamot akart építeni, hogy arra támaszkodva nyomást tudjon gyakorolni a franciákra vagy akármelyik keresztény államra. Ennek érdekében minden befolyását és a törökök ellen felgyülemlett óriási kincstárat is felhasználta. Eltökélt szándéka volt, hogy családját a félsziget leghatalmasabb famíliái közé emelje. A nepotizmus hihetetlen méreteket öltött Szixtusz pontifikátusa alatt. A pápa nemcsak egyházi rangokat adományozott előszeretettel testvéreinek, unokaöccseinek hanem gyakran hercegi vagy más fejedelmi címeket is adott emellé. Bár ígéretet tett arra, hogy nem szentel fel újabb bíborost, kissé elszámítva ígéretét harmincnégyet nevezett ki, akik közül hat a rokona volt. Ennek legjobb példáját mutatja Melozzo da Forlì freskója a Vatikáni Apostoli Könyvtár megalapításáról. Szixtuszt ezen a képen egyházfejedelemként ábrázolja a festő, aki előtt Platina térdel. A többi alak nagyrészt a pápa rokonságát ábrázolja. Az egyházfő jobbján az apostoli jegyzőnek megtett Raffaele Riario, míg előtte Giuliano Rovere bíboros, a későbbi II. Gyula pápa áll. A térdeplő alak mögött pedig Giovanni della Rovere és Girolamo Riario áll. Ez utóbbinak volt a legnagyobb hatása nagybátyjára. Girolamo nem lépett az egyház szent kötelékébe, ő volt a Pápai Állam zsoldosseregének vezére. Szixtusz és Girolamo minden erejüket felhasználták arra, hogy Romagna területén a pápa fennhatósága alatt álló önálló hercegséget hozzanak létre az unokaöcs uralma alatt. A képről lemaradt a pápai udvar egyik fontos tagja, Pietro Riario, aki a pápa külpolitikájáért felelt. Róma leggazdagabb nemesei közé tartozott, és a városban Szixtusz mellett ő uralkodott. Hirhedt volt erkölcstelenségéről, de ezért korai halálával fizetett. Raffaele Riario az ő helyét foglalhatta el.

### Vérrel írt itáliai politika
Szixtusz itáliai terveit és legfőképpen a pápa növekvő befolyását a környező államok nem nézték jó szemmel. Az egyházfő megerősíttette a szilárdan a pápa fennhatósága alatt álló területek erődjeit, sőt újakat építtetett. A pápa uralma alatt álló hercegségek élére saját rokonait nevezte ki, de korántsem akarta abbahagyni a terjeszkedést. Giovanni nevű unokaöccséhez hozzáadta Urbino hercegének, III. Federico da Montefeltro lányát. Az idős herceg halála után a della Rovere család uralkodott Urbino felett egészen 1631-ig. De a pápa nem riadt vissza a kissé erőszakosabb területszerzésektől sem. A Medici-család egyike volt Itália befolyásos családjainak, akik nem akarták tétlenül végignézni a pápa térhódítását. 1478-ban Raffaele Riario bíboros, Girolamo Riario és Szixtusz Firenze uralkodó nemesi családja ellen szőtt összeesküvést. A Mediciek hatalmának megdöntéséhez Girolamo szövetkezett a firenzei Pazzi családdal, akikről a történelembe Pazzi-összeesküvésként vonult be a Mediciek ellen elkövetett merénylet. A tervek alapján a firenzei nemes család vezetőit a firenzei dómban akarták lemészárolni. Giuliano de’ Medici-t az összeesküvők megölték, de Lorenzo megmenekült és hamar véget vetett a felkelésnek. A Pazzik pártján álló pisai érseket másnapra a firenzei Palazzo della Signoria falára kötötték fel, ezzel üzenve Szixtusznak. A pápa bosszúból interdiktum alá helyezte a várost és a Medicieket és kétéves háborút indított el Toszkána ellen.
Szixtusznak nagy szerepe volt a Ferraráért kirobban háborúban is. A pápa szemet vetett a határain túl fekvő városra és annak területeire. Hogy megbontsa a környező államok békéjét, arra bátorította Velencét, hogy támadja meg a várost. 1482-ben megindult a háború Ferrara birtoklásáért. De az itáliai harcnak már sokkal nagyobb tétje volt a háborús felszín mögött. A Velencei Köztársaság és Szixtusz egyaránt saját érdekeiért küzdött, de hamar szövetségre lépett ellenük a legtöbb itáliai fejedelemség. A milánói Sforzák, a Mediciek és a nápolyi uralkodó is a ferrarai I. Ercole d’Este pártjára állt. A szövetség célja az volt, hogy meggátolja a pápa túlzott hatalmát. A szövetségesek végül fölénybe kerültek, és kényszerítették Szixtuszt, hogy ítélje el Velencét, és vessen véget a küzdelemnek. 1483-ban a pápa interdiktum alá helyezte a köztársaságot. Mindemellett két várost a pápa sikerrel csatolt a Pápai Államhoz: Forlìt és Imolát.

### Az építkező és műpártoló Szixtusz
Szixtusznak a későbbi korokban többen is rossz emlékét akarták kelteni. Politikai ellenfelei, akik csak a della Rovere dinasztia kiépítőjét látták benne, vitathatatlanul hajlottak a pápa emlékének befeketítésére. Főként a Rómából elűzött Colonna család volt erre hajlamos. De egyben mindannyian egyetértettek. IV. Szixtusz kiemelkedő szerepet játszott abban, hogy Róma visszanyerje igazi székesvárosi kinézetét, és gazdagodjon olyan kiváló reneszánsz alkotásokkal, amelyek évszázadokon keresztül egyedi vonzerőt adtak a városnak. A pápa jóvoltából Róma új utakat, tereket, templomokat, erődöket, hidakat és vízvezetékeket kapott. Ez utóbbiak közül az egyszer már felújított Aqua Vergine kapja újra a főszerepet, amely ekkor új életre kelt, és ekkor nevezték el ezt a vezetéket Trevi-kútnak. Ebben az időben újult meg a város harminc temploma, köztük a San Vitale vagy a Santa Maria del Popolo. Hét új templomot építtetett szerte a városban. Szixtusz egyik legnagyobb és legzseniálisabb városrendezési terve az ókori Rómát kötötte össze a Vatikánnal. A legnagyobb utcák az antik kor óta először új burkolatot kaptak. Szixtusz kitiltotta a Capitolium lábától a vásárokat, és széles utakat valamint parkokat alakított ki a város szívében. 

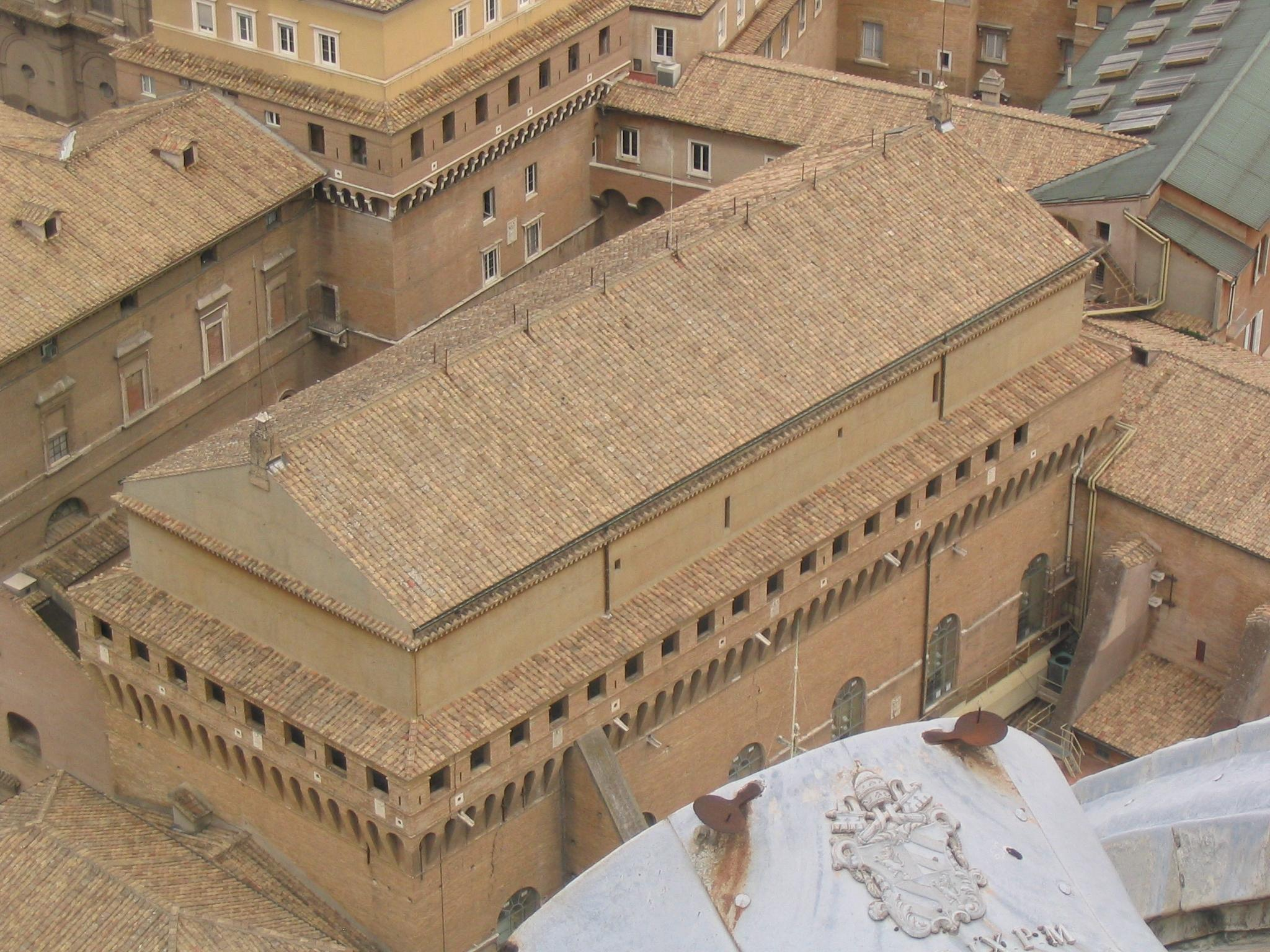
A Sixtus-kápolna épülete madártávlatból

Mind a mai napig a város ékességei közé sorolható az a három építmény, amely a nevét viseli. Az egyik a Via Sistina, amelyet később Borgo Sant’Angelónak neveztek el, egy széles utca volt, amely az Angyalvárat kötötte össze a Vatikánnal. Ez az út volt az egyike, amely összeköttetést biztosított az antik emlékek és a pápai kúria épületei között. A második a Ponte Sisto, avagy a Szixtusz-híd, amely az első olyan híd volt a Tiberis felett, amelyet nem az ókorban építettek fel. A harmadik pedig mind közül méltán a legismertebb: a Sixtus-kápolna. A negyven méter hosszú, 14 méter széles és 18 méter magas kápolna 1483-ra készült el. A falakat ekkor még hat-hat festmény díszítette, amelyek Pinturicchio, Botticelli, Ghirlandaio, Perugino, Roselli és Signorelli művei voltak. Michelangelo mennyezet-freskói későbbi kor emlékei. A két oldalon elhelyezkedő festmények Mózes és Jézus életének nevezetes eseményeit örökítik meg.
Az építkezés és a művészeti alkotások mellett Szixtusz igyekezett bővíteni a vatikáni ókori gyűjteményt. Az antik Róma legcsodálatosabb szobrai kerültek a Vatikán tulajdonába pontifikátusa alatt. Ugyanakkor más művészeti ágak is vonzották a pápa érdeklődését. Az irodalom és a költészet iránti rajongása a Vatikáni Apostoli Könyvtárnak is nagy jelentőséget adott, sőt ekkor alapult meg a Vatikáni Apostoli Levéltár őse is. A pápai udvarba hívatta a kor legkiválóbb zenészét, Josquin des Prez-t. A legkülönbözőbb tudományok támogatójaként is tisztelték Szixtuszt. Több tudóst is alkalmazott, hogy vizsgálják felül a julián naptárat. Legnagyobb figyelmét az orvostudományra irányította. Pápai bullában adott engedélyt a püspököknek arra, hogy a bűnözők illetve az ismeretlenek holttestét adják át az egyetemeknek, ahol felboncolhatták azokat. Ezzel az európai orvostudomány jelentős fejlődéséhez járult hozzá.

### Egyházi döntései és halála
A sors különös fintora, hogy egy pápa történetének leírásakor a krónikák csak elvétve tartalmaznak olyan rendelkezéseket, amelyek magára a katolikus egyház szervezetére vonatkoznak. Ez is azt mutatja, hogy a pápák szerepe egyre inkább eltolódik a spirituális egyházi vezetők felfogásától, és egyre jobban közelít egy dinasztikus uralmat kiépítő világi uralkodóhoz. Szixtusz pontifikátusa során tehát alig találkozunk egyházi döntésekkel. 1478-ban pápai bullában hozta létre Sevilla központtal az egyesített Spanyolország inkvizícióját. II. Ferdinánd, aragóniai király és Izabella, kasztíliai királynő 1479-es házassága révén újra egyesült az Ibériai-félsziget két jelentős állama. Az összeolvadó államok között nagyon úgy tűnt, hogy egyedül az egyházhoz való ragaszkodás a közös pont. Ezért Ferdinánd ragaszkodott az erős pápai támogatáshoz, és egy mindenek fölött álló komoly inkvizíció felállításához. A spanyol inkvizíció egész Európában elrettentő példaként szolgált, ezért Szixtusz 1482-ben formálisan elítélte azt. Valójában azonban nem bánta, hogy az általa gyűlölt eretnek irányzatok ellen olyan keményen fellép.
1475-ben még elődje bullájának eleget téve megrendezte a Szentévet Rómában. A hatalmas eseményen bűnbocsánatot és minden egyéb lelki támaszt pénzért lehetett vásárolni, ami hatalmas vagyont hozott a Vatikán kincstárába. Ekkor vezette be december 8-ára a Szűz Mária szeplőtelen fogantatásának ünnepét.
A vitatott pontifikátus után végül 1484. augusztus 12-én halt meg Rómában. Testét a Szent Péter-bazilika őrzi egy reneszánsz pápához méltó bronz síremlékben. Az Antonio Pollaiulo által kiöntött remekmű tetején a pápa élethű fekvő mása látható. A sír szélén faragott nőalakok személyesítik meg a művészeti és tudományos ágakat: nyelvtant, retorikát, aritmetikát, geometriát, zenét, festészetet, asztronómiát, filozófiát és teológiát. Mindegyik allegória kezében tölgyfaág látható, amely a Della Rovere-család címernövénye, ugyanis olaszul a rovere tölgyet jelent.
IV. Szixtusz halála után a bíborosi kollégium harminckét tagot számlált, akik közül mindössze hárman kerültek a bíborosok közé II. Pál pontifikátusa előtt. Közéjük tartozott III. Kallixtusz pápa két unokaöccse, Rodrigo és Ludovico Borgia, valamint egy Piccolomini, II. Piusz pápa rokona. Hat olyan kardinális foglalt helyet a szent kollégiumban, akiket Pál nevezett ki, és a fennmaradó huszonhárom bíborosnak Szixtusz adta át a palliumot. Az erőviszonyok a megosztott kollégiumban túlságosan is kiegyenlítettek voltak. Szixtusz erős utódokat hagyott maga után, így a della Roverék saját pártot alakítottak a bíborosi testületben. A Borgiák is idejében észbe kaptak, és a néhai egyházfő unokaöccseivel szemben a Borgia-család is több kardinálissal fogott össze.

## Művei
- Documenta Catholica Omnia (latin nyelven). (Hozzáférés: 2011. december 6.)